# Smith & Wesson .38/44
Smith & Wesson .38/44 серія 6-зарядних револьверів Smith & Wesson на рамці N під набій .38 Special з високим тиском. Зарядки високого тиску .38/44 набою .38 Special представляють собою перехід від звичайного набою .38 Special до нового більш потужного набою .357 Magnum. Револьвер випускали в період з 1930 по 1941 та після Другої світової в період з 1946 по 1966 до тих пір коли револьвери під набій .357 Magnum отримали велике поширення.

## Історія
В 1920-ті та 1930-ті роки, виникла потреба у більш потужній поліцейській зброї, яка була здатна пробивати автомобілі організованої та добро фінансованої мафії. Саме тому компанія Smith & Wesson представила револьвер на великій рамці .38/44 Heavy Duty в 1930. Він базувався на револьвері під набій .44 Special Smith & Wesson Triple Lock і мав ствол довжиною 5-дюймів (13 см) та фіксовані приціли. Наступного року Smith & Wesson презентували револьвер .38/44 Outdoorsman зі стволом 6,5-дюйма (17 см) та регульованими прицілами.
Ці нові револьвери були розроблені під новий більш потужний набій .38 Special який міг стрілятисвинцевими кулями вагою 158-гранів (10,2 г) з мідною оболонкою та швидкістю польоту 1 125 футів (343 м) за секунду. У цей же час звичайний набій .38 Special мав кулю вагою 158-гранів (10,2 г), яка летіла зі швидкістю 755 футів (230 м) за секунду. Нова куля могла легко пробити корпус автомобіля та персональну броню того часу.
У 1935 році було представлено револьвер зі стволом довжиною 4-дюйми (10 см) який мав зменшену балістику для більш компактних розмірів. Увага ЗМІ до револьвера .38/44 та його набою, призвела до того, що Smith & Wesson розробили більш довгий набій .357 Magnum в 1935. Револьвер .38/44 був варіантом для тих покупців, які не бажали платити великі гроші за новий револьвер .357 Magnum.
Револьвери 38/44 мали воронування або нікелеве покриття. Виробництво було перервано Другою світовою війною. Післявоєнні моделі мають префікси з літери S перед цифровим номером. Після війни ці револьвери на рамці N стали популярними серед ветеранів, які експериментували з ручною зарядкою набоїв .38 Special зі збільшенням тиску на п'ятдесят відсотків від тиску в 15,000 psi (1,0207 атм), який рекомендували для револьверів .38 Special.
В 1957 році версія "Heavy Duty" з фіксованим прицілом продавалася під назвою Smith & Wesson Модель 20, а версія "Outdoorsman" з регульованим прицілом отримала назву Smith & Wesson Модель 23.